# Dr. Judym
Dr. Judym (în poloneză Doktor Judym) este un film dramatic polonez din 1975, inspirat din romanul Doctorul Judym (1900) al lui Stefan Żeromski.

## Rezumat
La sfârșitul secolului al XIX-lea tânărul Tomasz Judym⁠(d) se întoarce la Varșovia cu un doctorat în medicină obținut la Paris. Deschide un cabinet medical la Varșovia și, datorită caracterului energic, talentului și nu în ultimul rând al aspectului prezentabil, reușește să atragă o clientelă formată din oameni înstăriți. Judym se înstrăinează rapid de mediul burghez prin opiniile sale îndrăznețe, devenind interesat înainte de toate să combată cauzele sociale ale bolilor precum sărăcia și mizeria care-și au originea în nedreptatea socială.
Societatea burgheză poloneză îi respinge programul social, așa că Judym părăsește Varșovia și acceptă o ofertă de muncă la un sanatoriu din Cisów, o stațiune populară. Sarcina sa este să trateze bolile reale și imaginare ale pacienților bogați, dar Judym refuză această existență fără griji și, fidel misiunii sale, organizează tratarea țăranilor care trăiesc în sărăcie și ignoranță. El o reîntâlnește acolo pe Joanna Podborska, o cunoștință mai veche de la Paris, care lucrează ca învățătoare în casa contesei Niewadzka. O relație de dragoste se înfiripă între medicul Judym și învățătoarea Podborska, iar tânăra, influențată de pasiunea medicului pentru asistență socială, îi îngrijește pe țăranii bolnavi într-un spital improvizat și înființează o școală pentru copiii lor. Pe măsura trecerii timpului, atitudinea radicalistă și intransigentă a medicului îi îndepărtează pe oamenii bogați de el și cauzează conflicte tot mai acute cu conducerea stațiunii balneare, care exploatează sărăcia locală. Judym părăsește orașul Cisów după o ceartă violentă cu directorul Węglichowski și administratorul Krzywosąd.
La propunerea inginerului neurastenic Korzecki, un patriot interesat de ridicarea socială a poporului polonez, doctorul Judym se mută în regiunea minieră Silezia, dar, descurajat de eșecul suferit la Cisów, se abține pentru o perioadă de la inițiativele sociale. Ezitarea sa este însă doar temporară, deoarece, observând contrastul dintre traiul mizer al minerilor și traiul luxos al industriașilor locali, încearcă să îmbunătățească situația muncitorilor prin asigurarea unor condiții elementare de îngrijire medicală. Un accident tragic în mină și sinuciderea inginerului Korzecki nu îl împiedică să-și continue misiunea socială. Cu toate acestea, Judym rămâne tot mai singur în acțiunile sale și, după sosirea Joannei Podborska în Silezia, alege să respingă sentimentele femeii pe care o iubea, renunțând la propria sa fericire în schimbul atingerii unui scop mai înalt.

## Distribuție
- Jan Englert — dr. Tomasz Judym⁠(d)
- Anna Nehrebecka⁠(d) — Joanna Podborska, învățătoarea nepoatelor contesei Niewadzka, iubita lui Judym
- Jerzy Kamas⁠(d) — inginerul Korzecki, care lucrează la o mină din Zagłębie
- Henryk Bąk⁠(d) — Węglichowski, directorul sanatoriului din Cisów
- Halina Chrobak⁠(d) — soția președintelui, pacientă a sanatoriului din Cisów
- Władysław Hańcza⁠(d) — Kalinowicz, directorul minei „Sykstus” din Sosnowiec
- Gustaw Lutkiewicz⁠(d) — Krzywosąd, administratorul sanatoriului din Cisów
- Hanna Skarżanka⁠(d) — contesa Niewadzka
- Piotr Fronczewski⁠(d) — Wiktor Judym, fratele lui Tomasz
- Maciej Góraj⁠(d) — contrabandist, asociat cu Korzecki
- Wiktor Grotowicz — fochist la mina „Sykstus”, asociat cu Korzecki
- Antoni Jurasz — minerul Karlik
- Małgorzata Krzewińska⁠(d) — Natalia Orszeńska, nepoata contesei Niewadzka
- Irena Laskowska — țărancă
- Agata Siecinska — Wanda Orszeńska, nepoata contesei Niewadzka
- Simon Szurmiej — dr. Chmielnicki, o cunoștință a lui Węglichowski la reuniunea familiei Czernisz
- Stanisław Zaczyk — dr. Czernisz, gazda reuniunii de la Varșovia
- Ewa Żukowska — Cherniszowa, gazda reuniunii de la Varșovia
- Richard Barycz — dr. Kalecki, invitat la reuniunea de la familia Czernisz
- Witold Dederko — femeie nebună
- Krzysztof Kalczynski — Kalinowicz junior, fiul directorului minei „Sykstus”.
- Tadeusz Kazmierski — dr. Płowicz, invitat la reuniunea de la familia Czernisz
- Andrzej Krasicki — medic, invitat la reuniunea de la familia Czernisz
- Jadwiga Kuryluk⁠(d) — mătușa lui Judym
- Włodzimierz Nowak⁠(d) — Karbowski, viitorul soț al Nataliei Orszeńska
- Alfred Polok
- Aleksandra Sampolska
- Joanna Sienkiewicz⁠(d) — Helena, fiica directorului Kalinowicz
- Joanna Szczepkowska — nepoata femeii nebune
- Stanislaw Tylczynski — omul care joacă cărți în sanatoriul din Cisów
- Piotr Wysocki — evreul din gara Cisów
- Wojciech Zagorski — felcer, asistentul lui Judym la Sosnowiec
- Ewa Zylanka
- Stanisław Bieliński — medic, invitat la reuniunea de la familia Czernisz (nemenționat)
- Jerzy Cnota — negustor de la poarta parcului (nemenționat)
- Teodor Gendera — medic, invitat la reuniunea de la familia Czernisz (nemenționat)
- Zofia Jamry — participantă la balul de la Cisów (nemenționată)
- Halina Kossobudzka — participantă la balul de la Cisów (nemenționată)
- Juliusz Lubicz-Lisowski — medic, invitat la reuniunea de la familia Czernisz (nemenționat)
- Bogdan Łysakowski — asistentul directorului Kalinowicz (nemenționat)
- Jerzy Moes — medic, invitat la reuniunea de la familia Czernisz (nemenționat)
- Sylwester Przedwojewski — medic, invitat la reuniunea de la familia Czernisz (nemenționat)
- Zdzisław Szymański — țăran curățitor de șlam din Cisów (nemenționat)
- Jerzy Tadeusiak — medic, invitat la reuniunea de la familia Czernisz (nemenționat)